# Luisana Pérez (periodista)
Luisana Pérez Fernández (Caracas, Venezuela) es una periodista venezolana. Actualmente se desempeña como la directora de medios hispanos de la presidencia de Joe Biden.

## Carrera
En 2011 Pérez emigró de Venezuela a Estados Unidos, buscando nuevas oportunidades.
En 2018, se involucró en la campaña de reelección del senador demócrata Bill Nelson como secretaria de prensa hispana y portavoz. También se desempeñó como directora de distrito del senador estatal de Florida José Javier Rodríguez y como subdirectora de comunicaciones de la alcaldía del condado de Miami-Dade, donde colaboró con la integración de los medios hispanos en los planes de comunicación.
En 2020 se unió a la campaña presidencial del candidato Joe Biden en Florida, y trabajó como subdirectora de comunicaciones del Partido Demócrata de Florida (FDP) y como directora de medios hispanos. Entre sus tareas se incluía diseñar mensajes sobre temas como el Estatus de Protección Temporal (TPS) para los venezolanos, inmigración y atención médica. Pérez obtuvo la ciudadanía estadounidense en agosto de 2020, votando por primera vez en las elecciones presidenciales de 2020 por Biden.
Posteriormente trabajó como secretaria de prensa y portavoz del Departamento de Salud y Servicios Humanos (HHS) dirigido por el secretario Xavier Becerra, donde colaboró a implementar campañas para mejorar las tasas de vacunación contra el coronavirus entre hispanos y a promover el período de inscripción especial de la Ley de Cuidado Asequible (ACA), ordenada por Biden como respuesta a la crisis generada por la pandemia de COVID-19.
El 2 de septiembre de 2021, la Casa Blanca anunció la incorporación de Luisana al equipo de la presidencia de Biden como la nueva directora de medios hispanos, sustituyendo a Audrey López.